# تطعيم الحيوان

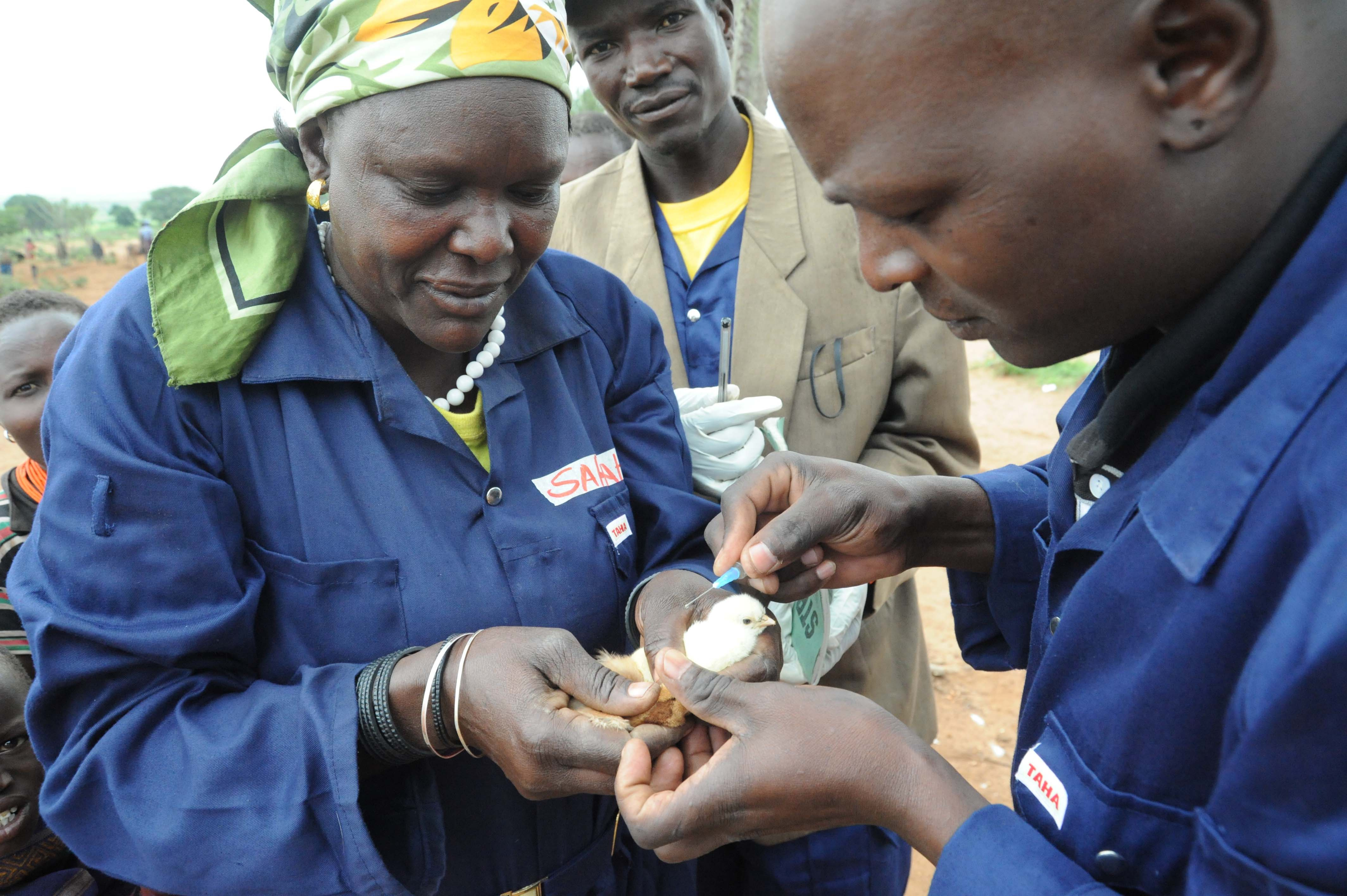
تطعيم الدجاج

تطعيم الحيوانات هو تمنيع الحيوانات الأليفة أو الماشية أو الحيوانات البرية. ترتبط هذه الممارسة بالطب البيطري. أُنتج أول لقاح حيواني ضد كوليرا الدجاج عام 1879 من قبل العالم لويس باستور. يواجه إنتاج مثل هذه اللقاحات مشكلات تتعلق بالصعوبات الاقتصادية التي تواجه الأفراد والحكومات والشركات. تُنظم اللقاحات الحيوانية بمستوى أقل من تنظيم اللقاحات البشرية. تُصنف اللقاحات إلى لقاحات تقليدية ولقاحات من الجيل التالي. لوحظ أن لقاحات الحيوانات هي أكثر الطرق فعالية بالنسبة للتكلفة والاستدامة في مكافحة الأمراض البيطرية المعدية. في عام 2017، بلغت قيمة صناعة اللقاحات البيطرية 7 مليارات دولار أمريكي ومن المتوقع أن تصل إلى 9 مليارات دولار أمريكي في عام 2024.

## تاريخيًا
في البدايات، كانت الحيوانات هي المتلقي ومصدر اللقاحات في نفس الوقت. صنع العالم لويس باستور أول لقاح حيواني ضد كوليرا الدجاج في عام 1879 عن طريق الاختبارات المعملية. صنّع باستور أيضًا لقاح الجمرة الخبيثة للأغنام والماشية عام 1881 ولقاح داء الكلب عام 1884. استُخدمت القرود والأرانب في إنماء والتخفيف من فيروس داء الكلب. ابتداءً من عام 1881، أُعطيت مادة الحبل الشوكي المجففة المأخوذة من الأرانب المصابة للكلاب لتلقيحها ضد داء الكلب. جُففت الأنسجة العصبية المصابة لإضعاف الفيروس. بعد ذلك في عام 1885، أُعطي اللقاح لطفل يبلغ من العمر 9 سنوات مصاب بداء الكلب، يُدعى جوزيف مايستر، وكان أول شخص يعيش بعد إصابته بداء الكلب. اعتبرت الأكاديمية الوطنية الفرنسية للطب والعالم أن هذا الإنجاز بمثابة تقدم هائل، وبالتالي بدأ العديد من العلماء في التعاون وتعزيز عمل باستور.
بالنسبة للجدري كانت فكرة لقاحه مختلفة؛ لأن اللقاح المعطى للبشر ذو أساس حيواني. كان الجدري مرضًا مميتًا معروفًا بطفح جلدي ومعدل وفيات مرتفع يصل إلى 30% في حال الإصابة به.
اختبر إدوارد جينر نظريته في عام 1796، وهي أنه إذا أصيب الإنسان بالفعل بجدري البقر، فسيكون مُمنعًا ضد الجدري. ثبتت صحة نظريته، وبذلك بدأ العمل على أساس ذلك من أجل القضاء على المرض.
طُعّم ما لا يقل عن حوالي 80% من السكان في كل بلد نتيجة للجهود التي بذلتها منظمة الصحة العالمية. بعد ذلك، استُخدمت طرق اكتشاف الحالة من ثم التطعيم الدائري، وبذلك أصبح الجدري أول مرض يُستأصل عن طريق التطعيم في عام 1980.

## الحلول الممكنة
يوجد حلول ممكنة للمشاكل التي يعاني منها إنتاج لقاحات الحيوانات. ويشمل ذلك الأبحاث والابتكارات في كل من المجالات العلمية والتنظيمية. يُعتقد بوجود تقارب يُمكّن من توحيد جميع لقاحات الحيوانات باستخدام نفس أساس الحمض النووي الريبي أو الحمض النووي الريبي منقوص الأكسجين. ولوحظ أنه يجب أن يكون هناك تفاهم متبادل أفضل بين المنظمين والأوساط الأكاديمية والصناعة.
تشمل بعض الحلول الأخرى: برامج لقاح داء الكلب المجاني، وتقديم الإعانات حسب الحاجة، وتشكيل شراكات عبر المناطق (بشكل رئيسي مع بنوك اللقاحات)، وتخفيض الضرائب الحكومية، وتوفير حوافز إيجابية لتسجيل الأمراض، وبناء شراكات بين المصنعين العالميين والمحليين.

## صحة الإنسان
لطالما ارتبط إنتاج لقاحات الحيوانات مع اللقاحات البشرية، وكانت إحدى الصيغ الأساسية الخاصة بهذه العلاقة هي «صحة واحدة»، إذ أنه تنشأ حوالي 61% على الأقل من جميع مسببات الأمراض البشرية من الحيوانات. يوجد مثالان رئيسيان لهذا الارتباط هما لقاحا داء الكلب والجدري. يعد تحصين الحيوانات أمرًا مهمًا ليس فقط لصحة الحيوانات ولكن أيضًا لصحة الإنسان ورفاهيته. يعرّف مصطلح الأمراض حيوانية المنشأ جميع الأمراض التي قد تنتقل من الحيوانات إلى البشر.

### داء الكلب
داء الكلب هو أحد الأمثلة الحالية والبارزة على الأمراض حيوانية المنشأ، وينتقل من الحيوان إلى الإنسان والحيوانات الأخرى عن طريق اللعاب والعضات والخدوش. قد تُصاب كل من الحيوانات الأليفة والبرية بداء الكلب. يموت أكثر من 59 ألف شخص بسبب داء الكلب كل عام، و99% من هذه الحالات سببها عضات الكلاب. يوجد أقل من 20 حالة موثقة للبقاء على قيد الحياة بعد الإصابة بداء الكلب وبدون علاج حتى الآن. تحدث غالبية الحالات والوفيات في إفريقيا وآسيا بسبب محدودية الرعاية الصحية. يمكن إعطاء لقاح داء الكلب قبل الإصابة أو بعدها بسبب فترة حضانة المرض الطويلة.
تُعتبر الطريقة الاستباقية التي تتضمن تطعيم الكلاب الضالة، والتي تساعد على منع المرض من مصدره، أكثر طرق الوقاية فعالية بالنسبة لتكلفة علاج داء الكلب. في بنغلاديش، أدت حملة تطعيم جماعية للكلاب بين عامي 2010 و2013، إلى انخفاض بنسبة 50% في الوفيات المرتبطة بداء الكلب.
أنشأت منظمة الصحة العالمية حملة «صفر بحلول 30» لتقليل عدد الأشخاص الذين يموتون نتيجة لداء الكلب المرتبط بالكلاب إلى الصفر بحلول عام 2030.

### صحة واحدة
خلال العقد الماضي، كان 75% من الأمراض المعدية التي تصيب الإنسان من أصل حيواني. وهكذا، نشأت فكرة «صحة واحدة»، التي تضع صحة الإنسان والحيوان على نفس القدر من الأهمية. أحد أهم الأمثلة على اللقاحات التي ترتكز على فكرة الصحة الواحدة والذي يمكن توزيعه على كل من البشر والحيوانات، والذي يخضع حاليًا للتجارب السريرية هو لقاح حمى الوادي المتصدع. صرح الأستاذ المشارك واريموي من جامعة أكسفورد أن هذه الطريقة تسرع من تصميم وتطوير اللقاحات، وتوفر الوقت والمال.

## تنظيم لقاحات الحيوانات مقارنة باللقاحات البشرية
المتطلبات التنظيمية لتطوير لقاحات حيوانية أقل منها في حالة اللقاحات البشرية. ويوفر ذلك الوقت والمال في ابتكار وإنتاج لقاحات حيوانية. تستغرق عملية تطوير اللقاح البشري عمومًا من 10 إلى 15 عامًا، بينما تستغرق عملية تطوير اللقاح الحيواني حوالي 5 إلى 7 سنوات فقط. ومع ذلك، فإن القدرة على تحديد أولويات أهداف اللقاح المحتملة واستخدام الدراسات لاختبار السلامة أقل في إنتاج اللقاحات الحيوانية مقارنة باللقاحات البشرية.

### تحديد أولويات اللقاحات
طُوّرت لقاحات الحيوانات الأليفة بمعدل سريع بمرور الوقت؛ بسبب قلق أصحابها على صحة حيواناتهم. لكن تُنتج لقاحات حيوانات المزرعة بشكل عام فقط في حال وجود مرض حيواني المنشأ أو وجود تأثير كبير على التجارة الدولية. تُطعّم حيوانات المزارع من أجل سلامة الإنسان ولأسباب اقتصادية أيضًا، أما بعض اللقاحات الأخرى فتُعطى بهدف وحيد فقط هو رعاية الحيوانات الأليفة.
يرتبط ذلك بوضوح باليقظة الدوائية (مراقبة آثار الأدوية المرخصة). توجد أكبر قاعدة بيانات في مديرية الأدوية البيطرية في المملكة المتحدة. الغالبية العظمى التي أُبلغ عنها كانت من الحيوانات المصاحبة.
لا يوجد مقياس معياري لقياس العبء العالمي لأمراض الحيوانات، ولا توجد طريقة معيارية لتحديد فعالية تكلفة لقاح حيواني معين، ولا توجد حدود لفعالية التكلفة بشكل عام. وبالتالي، قد يكون من الصعب إعطاء الأولوية لتطوير لقاحات للحيوانات.

### دراسات اختبار السلامة
نتيجة لنقص التنظيم، وجد أن بعض اللقاحات تحتوي على شوائب. مثل لقاح داء الكلب الذي يحتوي على كمية كبيرة من ألبومين مصل البقر. قد يسبب ألبومين مصل البقر ردود فعل تحسسية شديدة يمكن أن تؤدي إلى الوفاة.